# Самедов, Агасиф
Агасиф Самедов (Самадов) (род. 2 мая 1989, Ордубад, Нахичеванская АССР) — азербайджанский самбист, призёр международных турниров, бронзовый призёр летней Универсиады 2013 года в Казани, серебряный (2014, 2017) и бронзовый (2011) призёр чемпионатов Европы по самбо, серебряный призёр соревнований по самбо Европейских игр 2019 года, бронзовый призёр этапа Кубка мира 2012 года, серебряный призёр чемпионата мира по самбо 2014 года. Был пятым на чемпионате Европы 2015 года и чемпионате мира 2016 года. Выступал в легчайшей весовой категории (до 52 кг). Наставником Самедова является призёр чемпионатов Европы и мира по самбо Сехриман Агаев.